# Tazewell County (Illinois)
Tazewell County is een county in de Amerikaanse staat Illinois.
De county heeft een landoppervlakte van 1.681 km² en telt 128.485 inwoners (volkstelling 2000). De hoofdplaats is Pekin.

## Foto's

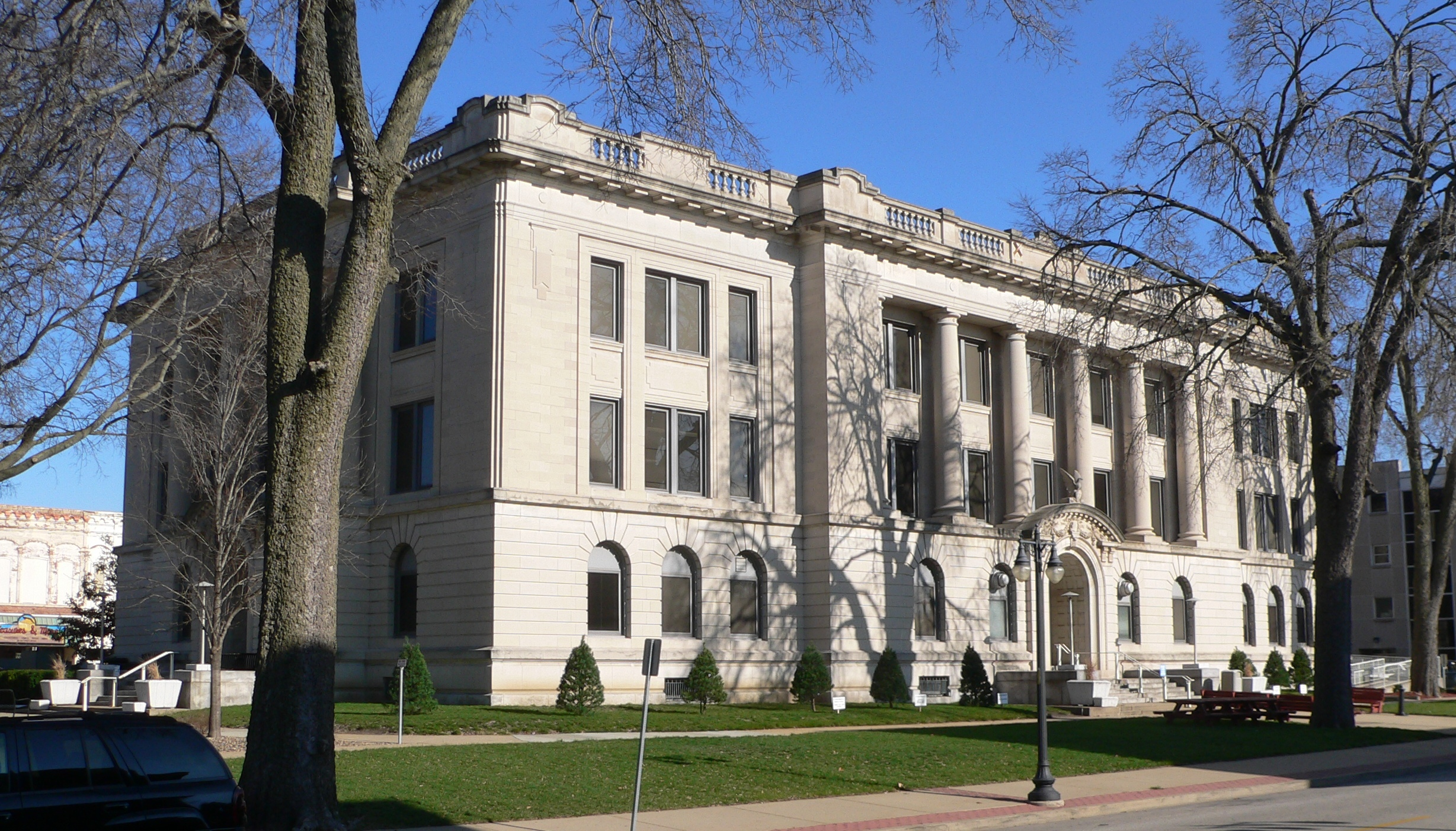
rechtbank